# Zeche Siebenplaneten
Die Zeche Siebenplaneten war ein Steinkohlebergwerk im Bochumer Stadtteil Langendreer.

## Bergwerksgeschichte
Die Geschichte der Zeche geht zurück auf die Zeche Siebenplaneten Erbstolln von 1733 und war benannt nach den Plejaden aus der griechischen Mythologie: Die Sieben Töchter des Atlas wurden von Zeus, um sie vor der Verfolgung durch den Jäger Orion zu schützen, als Sternbild an den Himmel versetzt.  Die mit dem Erbstollen durchfahrenen Kohlen- und Eisensteinflöze wurden untersucht und der Gewerkschaft verliehen.
1857 wurden die Berechtsamen Siebenplaneten, Siebenplaneten Erbstollen, Siebenplaneten Fortsetzung, Friedrich, Somborn sowie die Eisensteinfelder zu Siebenplaneten zusammengeschlossen.
1870 begann man in Somborn mit dem Abteufen eines Schachtes. Dieser Schacht erhielt den Namen Eduard und erreichte im gleichen Jahr in sieben Meter Teufe das Karbon. Noch im gleichen Jahr ging dieser Schacht zu Bruch. 1871 wurde der Schacht aufgewältigt und weiter geteuft. Schließlich ging dieser 1875 in Betrieb. Der zweite Schacht Mathilde wurde 1891 abgeteuft. Die Zechenbahn erhielt 1876 einen Anschluss an die Strecke Marten – Langendreer der Bergisch-Märkischen Eisenbahn-Gesellschaft (BME). 1877 kam die von der BME und RhE gemeinsam betriebene Anschlussbahn zum Bahnhof Langendreer hinzu. Von 1879 bis 1924 wurde auf der Schachtanlage 1/2 eine Kokerei betrieben.
1929 wurde die benachbarte Zeche Constanze übernommen. 1944 erfolgte die Übernahme durch die Zeche Neu-Iserlohn. 1955 wurde die Förderung eingestellt. Die Schächte der Zeche dienten zuletzt noch als Wetterschächte und wurden 1957 verfüllt, die Tagesanlagen abgebrochen.
Die Siebenplaneten-Straße im Dorf Somborn (Stadtgrenze Dortmund/Bochum/Witten) zeigt die frühere Lage der abgerissenen Schachtanlage an. Auf der Oberstraße, Ecke Siebenplanetenstraße, erinnert die Haltestelle „Siebenplaneten“ an die ehemalige Zeche.

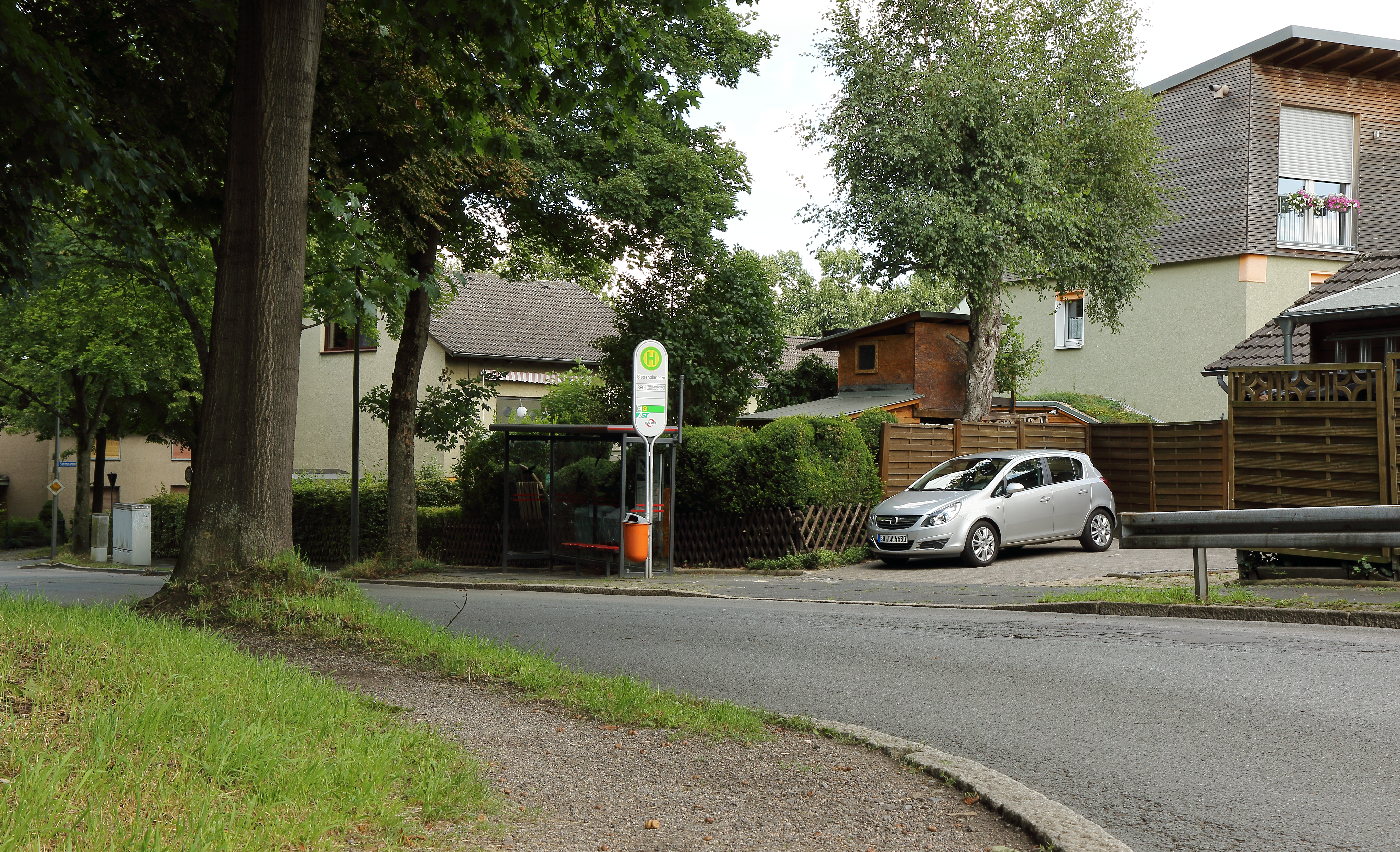
Haltestelle „Siebenplaneten“ (2017)

## Quelle
- Joachim Huske: Die Steinkohlenzechen im Ruhrrevier. Daten und Fakten von den Anfängen bis 1997, Bochum 1998
- Hermann, Die alten Zechen an der Ruhr, S. 149